# Coenosia xanthocera
Coenosia xanthocera är en tvåvingeart som beskrevs av Willi Hennig 1961. Coenosia xanthocera ingår i släktet Coenosia och familjen husflugor. Inga underarter finns listade i Catalogue of Life.